# 安德斯·雅各布森
安德斯·雅各布森（挪威語：Anders Jacobsen，1985年2月17日—），挪威男子跳台滑雪运动员。他曾代表挪威参加2010年和2014年冬季奥林匹克运动会跳台滑雪比赛，获得一枚铜牌。